# 亡き少女の為のパヴァーヌ
『亡き少女の為のパヴァーヌ』（なきしょうじょのためのパヴァーヌ）は、こげどんぼ*による日本の漫画作品。マッグガーデン『月刊コミックブレイド』にて2008年9月号より連載中。2011年3月号をもって第1部が完結した。第2部の連載開始時期は現時点では不明。単行本は、2011年 5月現在同社のブレイドコミックスより7巻まで刊行されている。作者のHPなどでは「ぱばーぬ」と略されることがある。

## 概要
各キャラクターが日本各地出身で、名前も各県の地名をもとにしている。また人気投票を行い、その結果によって物語の行方が決まる読者参加企画形式の作品でもある。こげどんぼ*作品の中では、「日本近代物」「鬱展開」に属するシリアスストーリーで、大正ロマン的作風であると同時に、殺人、異性または同性間の性行為、人種差別、虐待など過激な表現も含まれる。
またヴァイオリンを演奏するシーンが多数登場するが、全てにプロヴァイオリニストの監修が入っている。
タイトルは、ラヴェルの『亡き王女の為のパヴァーヌ』から取っている。

## あらすじ
時代は明治時代晩期、日露戦争後の帝都・東京。加賀奈々緒は、帝都見物の音楽院で見かけた、「調べの君」のヴァイオリンの調べに魅了され、家出同然で音楽院へ入学する。「調べの君」こと相模竹之丸は天使の様な美少年であったため、奈々緒は竹之丸に夢中になる。しかしそこには思わぬ運命が待ち受けていた。

## 登場人物
一部のキャラクターは、地元の方言を話している。声優はラジオドラマ・ドラマCDによるもの。
相模 竹之丸（さがみ たけのまる）
声 - 沢城みゆき
主人公。神奈川県出身。ある事件をきっかけに天使と契約し「誰からも愛される容姿」と「天賦の音楽の才」を得、同時に「聖女の涙」を狩る使命を負う。だが聖女と過ごすうちに聖女に惹かれることが多く惚れっぽい性格といえる。また穏やかな人相をしているが実際はプライドが高いようである
松前 るもゐ（まつまえ るもい）
北海道出身。子爵家の令嬢。サヴァン症候群のためどんな難曲も一度聞いただけで弾きこなす天才的記憶力を持つ。竹之丸のことを「たけまる」と呼んでいる。眼帯をつけているが怪我はもう回復しており、過去の目の大きな怪我の痛みや恐怖を忘れられていないためである。絡繰り人形の難波あさひになついておりよく一緒にいる。
若林 仲恵（わかばやし なかえ）
声 - 橘田いずみ
宮城県出身。竹之丸の幼なじみで農家出身。仙台弁を話す。竹之丸を訪ねて突然上京し、竹之丸の養子先の相模家で住み込みで働く、明るく家庭的な少女。小さな時、竹之丸と結婚の約束をしている。竹之丸の姉的存在。村で虐められていた竹之丸を助け慰めていた。
ナリタ・下総（ナリタ しもうさ）
千葉県出身。ロシア人と日本人とのハーフ。竹之丸を知っている上、天使との関係をほのめかす怪しい少女。実は、竹之丸同様天使によって「聖女の涙」を狩る使命を負っている天使の使いである。天使から「自由に動ける身体」と「お父さん」（相模先生との出会い）をもらった。音楽の才能はなく竹之丸にヴァイオリンを「悪魔の音色」と評された。竹之丸とともに生きることを望んだがために天使により惨殺されてしまう。
神田 美紗希（かんだ みさき）
声 - 田村ゆかり
東京都出身。見た目は小学生のように小さいが、優秀な成績の少女。兎の髪飾りをつけており、背中に羽のような物をつけているなど、『ぴたテン』の美紗を原型にしたキャラクター造形となっている。奈々緒の影響で竹之丸を「調べの君さん」と呼んでいる。ブローチ（マリアス・ヘルツ）を竹之丸からもらっているが現在変化していない。
加賀 奈々緒（かが ななお）
声 - 真田アサミ
石川県出身。憧れが極まり金沢から家出同然で帝都にやってきて音楽院に入学する。夢見がちで純粋な少女。竹之丸を「調べの君」と称している。呼び方は竹之丸と親しくなるにつれ、調べの君→竹之丸様→竹之丸さん、と変化している。聖女として狩られて死んだ後も何度も頭の中で竹之丸は奈々緒に呼びかけている。
中村 千種（なかむら ちくさ）
愛知県出身。過去の記憶を失い、他人と関わりを持ちたがらないミステリアスな少女。
嵯峨野 右京（さがの うきょう）
京都府出身。永きにわたり祭祀に奉仕していた少女。尊大な性格で、年齢の割に古くさく性悪的考えを持つ。竹之丸以外の人間には見えていないようである。
難波 あさひ（なんば あさひ）
大阪府出身。豪商が亡き愛娘に似せて作った精巧なからくり人形。自ら思考や行動は出来るが、人間的感情はない。
須磨・キャセリン・舞子（すま キャセリン まいこ）
声 - 斎藤桃子
兵庫県出身。生き別れになった竹之丸の実の妹。現在の家庭で幸せに暮らしているが、生き別れの家族の事も想っている。頭には大きな黒いリボンを結んでいる。
萩 日加里（はぎ ひかり）
声 - 春夏ひとみ
山口県出身。日露戦争で華族になった家柄の少女。自尊心が高く好奇心旺盛。竹之丸に興味があるらしい。竹之丸との諍いで自殺する。
室戸 香美（むろと かみ）
声 - 中原麻衣
高知県出身。男顔負けの剣の腕を持つ、強気なはちきん娘。土佐弁で威勢良く喋るが、年頃の娘らしい恥じらいも持つ。島原ミネを「父の仇」として命を狙う。ツンデレな性格である。男女平等を謳っていた父親を慕っているため『看護婦を襲い、突き飛ばされて死んだ』という死因に疑いを持っており、その看護婦の島原ミネを調べるために帝都までやってくる。祝福が消えた竹之丸とも今までと同様親好を持ち、竹之丸を見捨てず天使を倒すと言っていたが美和に銃で撃たれ死にそうになり「どうせ死ぬなら竹之丸の命になりたい」と自ら竹之丸に斬らせる。
島原 ミネ（しまばら ミネ）
声 - 三森すずこ
長崎県出身。しっかりものの修道女。恋愛について厳しく、生徒らには煙たがられている。昔、佐世保にいたころ患者に襲われそうになったため、男性恐怖症のようである。しかしずっと患者を突き飛ばし殺してしまったことに罪の意識を抱いていたようである。
島原 美和（しまばら みわ）
声 - 矢澤りえか
長崎県出身。双子の姉のミネとは正反対のおっとりした修道女。姉に対して劣等感を持っている。別名・島原美和（しまばらよしかず）。その実、性分化疾患であり。居場所を守るため男として海軍の特務士官の中尉であった。幼い頃、竹之丸と同じく虐められていた。香美を撃ったのも自分の正体がばれる可能性があったからと思われる。居場所を守るため好きになった竹之丸でさえ殺したが、逆に天使によって生かされた竹之丸に殺されてしまう。実はミネの妹ではなく兄にあたる。小さい頃ミネだけが救いだった。
相模 長吾（さがみ ちょうご）
男爵家の三男で竹之丸の養父。元はヴァイオリン名奏者で陸軍大尉。旅順攻囲戦で左腕を失う。退役後は音楽院で講師を務める。妻は死別。
加賀 野々江（かが ののえ）
石川県出身。奈々緒の妹で外見・性格共に姉とうり二つ。姉と同様、竹之丸に惹かれる。

## インターネットラジオ
2010年3月18日から8月20日まで、HiBiKi Radio Station上にてインターネットラジオ『亡き少女の為のパルランド』が隔週木曜日に配信された。全12回。

### パーソナリティ
- 斎藤桃子（須磨・キャセリン・舞子役）
- 三森すずこ（島原ミネ役）
- 矢澤りえか（島原美和役）
- みなかみ菜緒（第1回のみ、体調不良により降板）

## 作品内で使用された曲
- 亡き王女のためのパヴァーヌ - モーリス・ラヴェル（1話）
- ヴァイオリン協奏曲第2番 第3楽章 ロンド - ニコロ・パガニーニ（2話）
- 心と口と行いと生活で 第6曲「主よ、人の望みの喜びよ」 - ヨハン・ゼバスティアン・バッハ（3話・4話）
- ディヴェルティメント ニ長調 K.136 - ヴォルフガング・アマデウス・モーツァルト（5話）
- オンブラ・マイ・フ - ゲオルク・フリードリヒ・ヘンデル（7話）
- 花 - 瀧廉太郎（8話）
- 歌の翼に - フェリックス・メンデルスゾーン（9話）
- 2つのヴァイオリンのための協奏曲 - ヨハン・ゼバスティアン・バッハ（10話）
- ヴァイオリン協奏曲 ホ短調 作品64 - フェリックス・メンデルスゾーン（11話・12話）
- ヴァイオリン協奏曲第1番第3楽章「終曲」  - マックス・ブルッフ（16話）
- カルメン幻想曲 - パブロ・デ・サラサーテ（20話）
- アヴェ・マリア - シャルル・グノー（22話）
- 悪魔のトリル - ジュゼッペ・タルティーニ（24話）
- シャコンヌ  - ヨハン・ゼバスティアン・バッハ（28話）

## 書誌情報
マッグガーデンブレイドコミックス
1. 2008年12月10日刊行　ISBN 978-4-86127-564-7
2. 2009年4月10日刊行　ISBN 978-4-86127-619-4
3. 2009年7月24日刊行　ISBN 978-4-86127-641-5
4. 2009年12月10日刊行　ISBN 978-4-86127-680-4
5. 2010年6月10日刊行　ISBN 978-4-86127-739-9
6. 2010年11月10日刊行　ISBN 978-4-86127-786-3
7. 2011年5月10日刊行　ISBN 978-486127-849-5（当初は2011年4月刊行予定だったが、東北地方太平洋沖地震の影響で発売延期となった）